# Yakyūken
 (août 2021).
 (septembre 2022).
Si vous disposez d'ouvrages ou d'articles de référence ou si vous connaissez des sites web de qualité traitant du thème abordé ici, merci de compléter l'article en donnant les références utiles à sa vérifiabilité et en les liant à la section « Notes et références ».
Le Yakyūken est un jeu japonais basé sur le principe du pierre-papier-ciseaux[réf. souhaitée]. Il se déroule généralement au sein d’un groupe de trois personnes sur des musiques traditionnelles jouées au shamisen et au taiko.